# Джилиан Филип
Джилиан Филип (на английски: Gillian Philip) е шотландска писателка на произведения в жанра драма фентъзи, хорър, трилър и детска литература. Пише и под псевдонима Габриела Пул (Gabriella Poole), и съвместните псевдоними Ерин Хънтър (Erin Hunter) за сериите „Warriors“ и Адам Блейд (Adam Blade) – за сериите „Beast Quest“.

## Биография и творчество
Джилиан Филип е родена на 2 юли 1964 г. в Глазгоу, Шотландия, в семейството на епископалски свещеник. През 1975 г. се премества в Абърдийн, където за пръв път се пробва в писането, а по-късно учи политика и международни отношения в университета.
След дипломирането си работи като барманка, асистент, помощник в магазин за звукозаписи, радиоводещ, наборник и политически асистент на кандидат за парламент. През 1989 г. се омъжва за неуспелия кандидат-депутат, а година по-късно семейството се мести в Барбадос. Докато живее в Барбадос, където работи като барманка на плажа и певица в ирландски бар, започва да се занимава професионално с писане. През 2001 г. се връщат в Шотландия.
Първият ѝ роман „Bad Faith“ (Предателство) е издаден през 2008 г. Той е зловеща дистопична сатира и получава добра оценка от критиката. Следващият ѝ роман „Crossing The Line“ (Пресичане на линията) е номиниран за медал „Карнеги“.
През 2010 г. е издаден романа ѝ „Непокорна кръв“ от поредицата „Разбунтувани ангели“. Главен герой е изгнаникът Сет Макгрегър, от народа Ший – „Народът на вълшебните хълмове“, народ от лечители и ковачи, магьосници и бойци, в който мъже и жени са равни по сила и умения с оръжието. Те живеят с векове, в и сложна йерархична система, но в тесен и ограничен свят, ограден с Воала, извън света на простосмъртните. Но кралицата на Ший, Кейт Никнивън, има други планове за бъдещето, което поставая Сет Макгрегър пред трудни и тежки решения. Романът в стил тъмно фентъзи е номиниран за наградата „Дейвид Гемел“.
Джилиан Филип живее със семейството си в Морейшър, североизточната планинска част на Шотландия.

## Произведения

### Като Джилиан Филип

#### Самостоятелни романи
- Bad Faith (2008)
- Crossing the Line (2009)
- The Opposite of Amber (2011)
- Click Bait (2019)

#### Серия „Разбунтувани ангели“ (Rebel Angels)
1. Firebrand (2010)
Непокорна кръв, изд.: „Ергон“, София (2013), прев. Васил Велчев
2. Bloodstone (2011)
Каменно сърце, изд.: „Ергон“, София (2013), прев. Мирела Стефанова
3. Wolfsbane (2012)
4. Icefall (2014)

- Frost Child (2011) – новела

#### Серия „Загадките на остров Рейнътсторм“ (Mysteries of Ravenstorm Island)
1. The Lost Children (2014)
2. The Ship of Ghosts (2015)

#### Серия „По жицата“ (On The Wire)
1. Cyber Fever (2010)
2. Rockface and other stories (2017)

#### Участие в общи серии с други писатели

##### Серия „Сенки“ (Shades)
2. Life of the Party (2008)
- Mind's Eye (2008) – сборник разкази
- Crime Stories (2008) – разкази, с Дейвид Белбин, Алън Дюрант и Ан Руни
- Sci-Fi Stories (2008) – разкази, с Мери Чапман, Алън Дюран и Дейвид Орм
- Funny Stories (2009) – разкази, с Алън Дюрант, Алекс Стюарт и Джулия Уилямс
- Ghost Stories (2009) – разкази, с Денис Хамли, Ан Руни и Алекс Стюарт

от серията има още 5 романа от различни автори

##### Серия „Остри сенки“ (Sharp Shades 2.0)
- Sea Fever (2008)

от серията има още 10 романа от различни автори

##### Серия „Кадри от сърцето“ (Shots from the Heart)
- Whatever Lily Wants (2010)

от серията има още 1 роман

#### Новели
- A Thousand Words (2010)

### Като Габриела Пул

#### Серия „Академия Дарк“ (Darke Academy)
1. Secret Lives (2009)
2. Blood Ties (2010)
3. Divided Souls (2010)
4. Lost Spirits (2012)